# Cathédrale Saint-Pierre-et-Saint-Paul de Peterhof
Cette  cathédrale n’est pas la seule cathédrale Saint-Pierre-et-Saint-Paul.
La cathédrale Saint-Pierre-et-Saint-Paul de Peterhof (en russe : Со́бор Свя́тых Петра́ и Па́вла) est une église orthodoxe située à Peterhof, municipalité de l'agglomération de Saint-Pétersbourg, en Russie.
Elle est classée « objet patrimonial culturel » en Russie.